# Ett barn är oss fött och en son är oss given
Ett barn är oss fött och en son är oss given är en psalm i bland annat Sions Sånger. I utgåvan från 1810 har psalmen 21 verser som skulle sjungas till samma melodi som "Låfsjunger, låfs."  Första versen lyder i Sions Sånger:
Et Barn är osz födt,
Och en son är osz gifwen,
Den ewiga GUDen är människa blifwen.
Ur människo-slägtet tog GUD sig en moder,
Och föddes i armod en människo-broder.
I Svenska Missionsförbundets sångbok 1920 har psalmen endast sex verser och texten, som tillskrivs den herrnhutiske psalmförfattaren Anders Carl Rutström, (i Finland tror man på Carl Mauritz Lilliehöök), lyder där:
Ett barn är oss fött,
och en son är oss given,
Guds väsendes avbild är människa bliven;
Ur människosläktet han tog sig en moder
Och föddes i armod, en människornas broder.

## Publicerad i
- Sions Sånger 1810 som nr 58 med 21 verser under rubriken JEsu födelse.
- Svenska Missionsförbundets sångbok 1920 som nr 93 under rubriken "Jesu födelse".
- Guds lov 1935 som nr 40 under rubriken "Advents- och julsånger"
- Sionstoner 1935 nr 154 under rubriken "Jul".